# Musikkapelle Kiefersfelden
Die Musikkapelle Kiefersfelden ist ein Laienensemble der bayerisch-tirolischen Region Inntal mit ca. 110 Auftritten im Jahr. Lokal und kulturell steht sie in der Tradition der Alpenländischen Blasmusik und Volksmusik mit Tanz, Marsch und Gesang. Seit etwa 1960 erweitert die Musikkapelle Kiefersfelden ihr Repertoire der Unterhaltungsmusik mit Arrangements aus Jazz, Pop, Klassik, Evergreens, Filmmusik u. a., Mitwirkende erscheinen in Mini-Formationen bei kirchlichen und weltlichen Festen. In Wertungsspielen des Musikbund von Ober- und Niederbayern führte die Musikkapelle Kiefersfelden.
Weltweit einmaliger Akzent der Musikkapelle Kiefersfelden ist die Mitwirkung bei den Ritterschauspielen Kiefersfelden im Historischen Dorftheater (1833). Seit der Ära des Kapellmeisters und Spielleiters Sylvester Greiderer (ca. 1890 bis 1900) besteht der Austausch mit Tiroler Kultureinrichtungen. Vorstand und Musikunterstützungsverein gestalten das Profil der Musikkapelle Kiefersfelden nach Kriterien der Kultur- und Kreativwirtschaft und Strategien eines „weichen“ Tourismus für Heimatkultur, Brauchtum und Volksmusik. Das beinhaltet neben intensiver Jugendförderung die Vernetzung mit regionalen Vereinen und Verbänden.

## Geschichte
Reformen musizierender Laien prägten die Volkskultur des Alpenraums. Deshalb waren und sind Anlässe (Hausmusik, Feiertage, Kirchenfeste, Festumzüge, Volksfeste, Taufen, Hochzeiten, Begräbnisse, Jubiläen) selten mit Auftritten institutionalisierter Ensembles konform. Als Stunde Null der Musikkapelle Kiefersfelden gilt eine Kirchenabrechnung: „Am 3. Mai 1787, dem Tag der Auffindung des Heiligen Kreuzes, erhielten die Musikanten, die sich hören ließen, zwei Gulden.“ (nach Hans Moser: Chronik von Kiefersfelden, 1959).
Die jesuitische Bruderschaft vom Heiligen Kreuze forderte und förderte von 1720 bis 1898 die Aufführungen von Passions- und Sakralspielen und die Bildung der ländlichen Bevölkerung.
Die Allianz der Musikkapelle Kiefersfelden mit den Ritterschauspielen ist dokumentiert z. B. „Im Bauerntheater“ in „Geschichten aus den Bergen“ von Arthur Achleitner (1888), Musizierende sind bis in die Gegenwart auch Darsteller und Bühnentechniker: „Durchweg waren die Rollen gut memoriert und flott gesprochen, eine nicht gering anzuschlagende Leistung, wenn man bedenkt, dass die männlichen Akteure zugleich auch Musiker sind und in den Zwischenpausen die Bühnenmusik zu spielen haben.“
Die Musikgestaltung der Ritterschauspiele als „ländliches Melodram“ (und Pendant zu den urbanen Genres „Posse mit Musik“, „Zauberposse“ und „Volksstück“) bestätigt die Verbreitung der Blasmusik mit speziellen Vokal- und Instrumentalensembles (Solo- und Mehrgesänge, Saitenmusik u. ä.) seit 1833.
Starke Aufmerksamkeit erhielt die Musikkapelle Kiefersfelden im Zusammenhang mit dem etwa ab 1860 bemerkbaren Sommerfrischen-Tourismus. Anlässe waren die für das Königreich Bayern und das junge Deutsche Reich Bismarckscher Prägung repräsentativen Festakte zur Einweihung der neugotischen Otto-Kapelle (19. Juni 1836) und zur Enthüllung der Siegessäule zur 25-Jahr-Feier des Deutsch-Französischen Krieges (25. August 1895). Historische Fotodokumente (Archiv des Heimatmuseums im Blaahaus Kiefersfelden) bestätigen die seit spätestens 1890 außergewöhnliche Wertschätzung der Gemeinde für die Musikkapelle Kiefersfelden. Kapellmeister wie Andreas Manetstätter und Sylvester Greiderer, beide Spielleiter der Ritterschauspiele mit überdurchschnittlichem Bildungspotential, motivierten zur permanenten Kooperation mit dem Dorftheater, das Ergebnis ist die Ausstrahlung auf Mitteleuropa.
Negativer Faktor für die Kontinuität regionaler Musik- und Brauchtumspflege war der Bestand und Erhalt der Musikkapelle Kiefersfelden durch menschliche und materielle Verluste im Zweiten Weltkrieg. Es gelang den Kapellmeistern Sebastian Wallner, Gottfried Werl, Otto Plattner und Max Greiderer das durch den Nationalsozialismus drastisch beschädigte Ansehen der Volksmusik zu rehabilitieren. Nach Gründung des Musikunterstützungsvereins wurden seit 1956 Notenmaterial für Blasmusik, Instrumente und Trachten restauriert. Das war die Basis für die überdurchschnittliche Popularität der Musikkapelle Kiefersfelden durch Volksmusik- und Unterhaltungssendungen in Radio und Fernsehen („Musikantenstadl“, „Straße der Musik“ u. v. a.). Die außerordentliche Auszeichnung mit der 1976 erhaltenen Pro-Musica-Plakette des Bundespräsidenten 1976 ist noch heute ein Adelsprädikat für Laienensembles.
Fundamentale Aufbauarbeit für das Repertoire leisten Kapellmeister Josef Pirchmoser mit dem Bolero Musikverlag und seit 2011 sein Nachfolger Christoph Danner. Das Jubiläum 225 Jahre und das 50. Bezirksmusikfest 2012 waren die Höhepunkte in der jüngeren Vergangenheit.
Die Musikkapelle Kiefersfelden ist eine sozial aktive Vereinigung (z. B. 2005 Benefizkonzert für Tsunami-Opfer in Rosenheim). Bei privaten Feierlichkeiten von Mitwirkenden erscheint die Musikkapelle Kiefersfelden mit musikalischen Beiträgen.

## Ensemble und Organisation
Die Musikkapelle Kiefersfelden nennt die Register Querflöte, Klarinette/Oboe, Flügelhörner, Trompete, Waldhörner, Saxophon, Tenor-/Bariton-Horn, Posaune, Bass, Schlagwerk und Dirigent/Marketenderinnen.
Etwa 65 aktive Musizierende, Vorstände, administrative Mitarbeiter und der Musikunterstützungsverein organisieren ein vielseitiges Jahresprogramm mit Fixpunkten, Sonderveranstaltungen, Gastspielen und Begegnungen mit Repräsentanten von Brauchtum, Heimatpflege und Volksmusik.

## Zyklische und unregelmäßige Ereignisse (Auswahl)

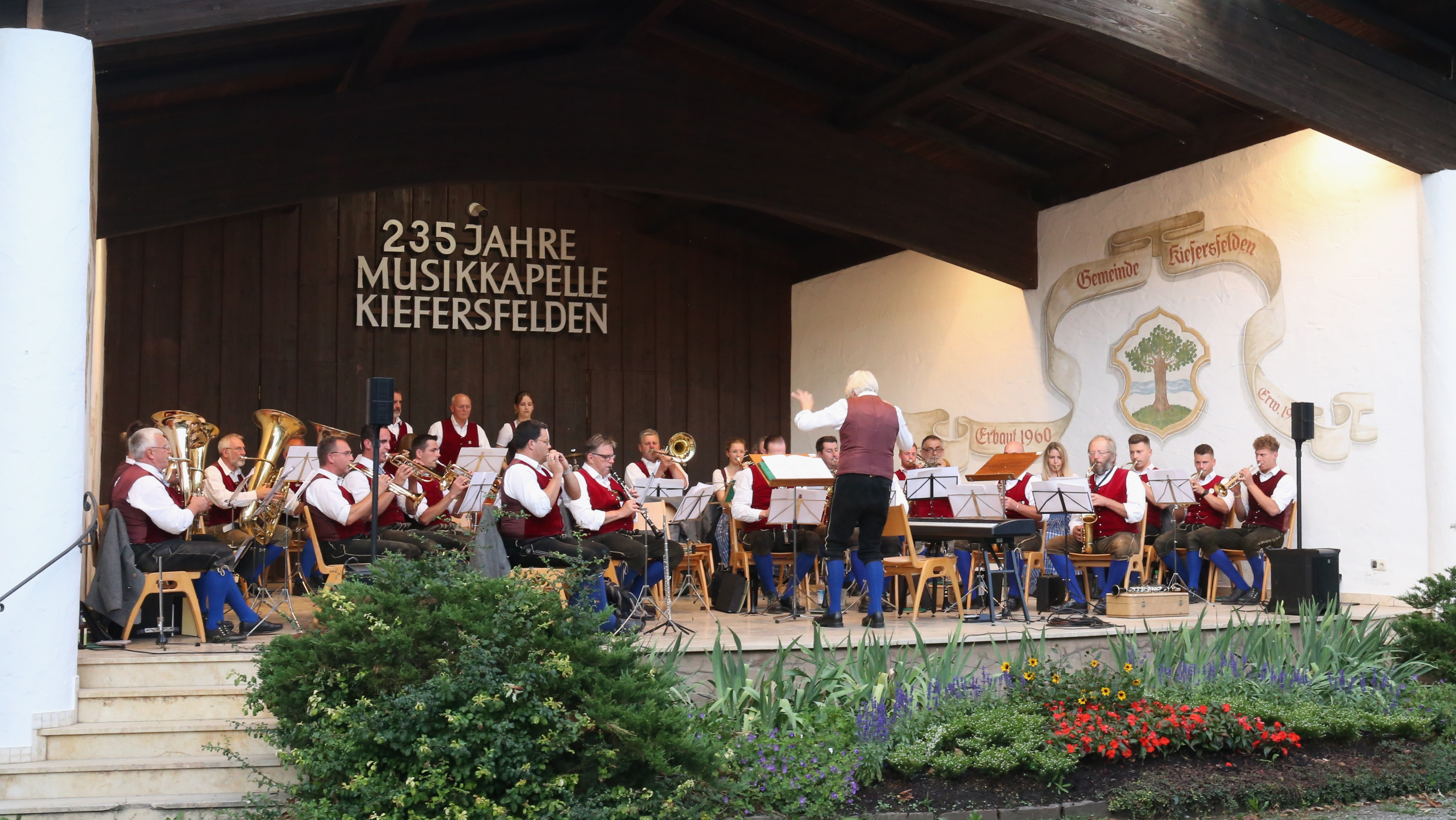
Standkonzert am 11. August 2022

Kirchenfeste, öffentliche und persönliche Feierlichkeiten, Dorffest, Wallfahrten, Berggottesdienste, Bezirksmusikfeste. Gastspiele beim Festzug des Oktoberfestes in München, beim Karneval in Köln, beim Internationalen Blasmusikfestival Brünn, Aufzüge in Kufstein, Blumenkorso, Rocknacht 2013 Ebbs, Lichtkunst-Event „Felsenzauber“ in der Gießenbachklamm 2010. Partnerprogramme mit der Musikkapelle Welsberg (Südtirol/Alto Adige, Italien), Benefizkonzerte für Opfer und Geschädigte von Umwelt- und Kriegskatastrophen u. v. a. Regelmäßige Einladungen des Bayerischen Rundfunks, drei eigene CD-Einspielungen und TV-Aufzeichnungen bestätigen den Rang des Ensembles.
Regelmäßige Veranstaltungen (Auswahl):
- Weckruf zum 1. Mai
- Wöchentliche Sommer-Standkonzerte im eigenen Pavillon am Kurpark
- Vorstellungen der Ritterschauspiele Kiefersfelden im Sommer
- Cäcilienkonzerte als Konzert-Höhepunkt Anfang Dezember
- Tag der Blasmusik (wechselnd)
- Broadway-Konzert (seit 2008 in Kooperation mit einer Akademie für junge Gesangsstudierende Oper und Musical)

## Formationen mit Musizierenden der Musikkapelle Kiefersfelden (Auswahl)
- Jugendorchester (Zusammenarbeit mit dem Jugendorchester der Musikschule Kufstein)
- Sternsinger
- Blockflötenensemble
- Kieferer Gießenbachklang
- Combo
- Take Five
- D'Schöffauer
- Alphorntrio
- Saukepf
- Kieferer Spitzbuam
- Woiggabruch-Musi